# Yūsei Oda
Yūsei Oda (織田優成, Oda Yūsei), né Katsuaki Arima (有馬 克明, Arima Katsuaki) le 19 septembre 1969 à Sendai, est un seiyū japonais.

## Rôles

### Animation
- Dragon Ball Z Kai : Guide du chemin du serpent
- One Piece : Izō, commandant de la 16e division de Barbe Blanche